# Brachiterapia
La brachiterapia (dal greco βραχύς, brachýs, «breve, corto»), conosciuta anche come radioterapia interna o curieterapia, è una forma di radioterapia in cui una sorgente di radiazioni è collocata all'interno o vicino alla zona da trattare. La brachiterapia è comunemente usata come trattamento efficace per il cancro della cervice, della prostata, della mammella, le neoplasie della pelle e può anche essere usata per trattare i tumori in molte altre regioni anatomiche. La brachiterapia può essere utilizzata da sola o in combinazione con altre terapie, come la chirurgia, la radioterapia esterna e la chemioterapia.
Al contrario della radioterapia esterna, in cui raggi X ad alta energia sono diretti al tumore al di fuori del corpo, la brachiterapia consiste nel preciso posizionamento di sorgenti radioattive direttamente sulla zona interessata.. Una caratteristica fondamentale della brachiterapia è che l'irradiazione colpisce soprattutto la zona situata intorno alle sorgenti di radiazione. L'esposizione dei tessuti sani, posti più lontano dalle fonti, è quindi minore. Inoltre, se il paziente si muove o se vi è un movimento del tumore all'interno del corpo durante il periodo di trattamento, le fonti di radiazioni conservano la loro corretta posizione. Queste caratteristiche conferiscono a questa tecnica dei vantaggi rispetto alla radioterapia esterna e il tumore può essere trattato con dosi di radiazioni molto elevate e localizzate, riducendo la probabilità di inutili danni ai tessuti circostanti sani.
Il trattamento brachiterapico può essere completato in meno tempo rispetto alla radioterapia esterna. Questo può comportare la riduzione della probabilità di sopravvivenza delle cellule cancerose che si dividono e crescono negli intervalli tra ogni seduta.. I pazienti devono, inoltre, recarsi meno frequentemente in ospedale e il trattamento è spesso eseguito su base ambulatoriale. Ciò rende la terapia più accessibile e conveniente.. Queste caratteristiche fanno sì che molti pazienti risultino in grado di tollerare molto bene questa cura.
La brachiterapia rappresenta un'opzione di trattamento efficace per molti tipi di cancro. I risultati hanno dimostrato che i tassi di guarigione sono paragonabili a un intervento chirurgico e alla radioterapia esterna o sono migliorati quando usati in combinazione con queste tecniche.. Inoltre, la brachiterapia è associata a un basso rischio di gravi effetti collaterali.

## Storia
La brachiterapia risale al 1901 (poco dopo la scoperta della radioattività da parte di Antoine Henri Becquerel, avvenuta nel 1896), quando Pierre Curie suggerì a Henri-Alexandre Danlos che una sorgente radioattiva poteva essere inserita in un tumore, allo scopo di ottenere una riduzione della sua massa. In un altro contesto, anche Alexander Graham Bell suggerì l'uso di sorgenti di radiazioni ionizzanti per questo fine. Nel ventesimo secolo, le tecniche brachiterapiche sono state sviluppate presso l'Istituto Curie di Parigi, grazie a Danlos (vero pioniere della tecnica), e al St Luke's e Memorial Hospital di New York sotto la direzione di Robert Abbe.
Dopo l'interesse iniziale per la brachiterapia in Europa e negli Stati Uniti d'America, il suo uso è diminuito a metà del ventesimo secolo a causa del problema della esposizione alle radiazioni da parte degli operatori per via dell'applicazione manuale delle fonti radioattive.
Tuttavia, lo sviluppo di sistemi "afterloading" remoti e l'uso di nuove sorgenti negli anni 1950 e 1960 hanno ridotto il rischio di esposizione per gli operatori e pazienti. Questo, unitamente ai progressi più recenti nel campo dell'imaging tridimensionale, nello sviluppo di sistemi di pianificazione computerizzata del trattamento e nell'introduzione di nuove modalità di rilascio della sorgente hanno reso la brachiterapia un trattamento sicuro ed efficace per molti tipi di cancro.

## Tipologie
Le varie tipologie di brachiterapia possano essere definite in base a (1) la collocazione delle sorgenti di radiazioni nell'area di destinazione del trattamento, (2) al tasso o "intensità" della dose di irradiazione diretta al tumore e (3) alla durata di tale trattamento.

### Posizionamento delle sorgenti
I due tipi principali di trattamento brachiterapico, in termini di posizionamento della sorgente radioattiva, sono quello "interstiziale" e quello a "contatto".
Nel caso della brachiterapia interstiziale, le sorgenti sono poste direttamente nel sito interessato, come la prostata e la mammella. Nella brachiterapia a contatto il posizionamento della sorgente di radiazione avviene in uno spazio adiacente al tessuto obbiettivo. Questo spazio può essere una cavità del corpo (brachiterapia endocavitaria) come la cervice, l'utero o la vagina; il lume di un organo cavo (brachiterapia endoluminale), come ad esempio la trachea o l'esofago; o esternamente (brachiterapia di superficie), come sulla pelle.
Una fonte di radiazioni può anche essere immessa nei vasi sanguigni (brachiterapia endovascolare) per il trattamento della restenosi coronarica in-stent.

### Dosaggio
Il dosaggio della brachiterapia si riferisce alla dose di radiazione assorbita dal tessuto circostante ed è espressa in gray/ora (Gy/h).
- La brachiterapia a basso dosaggio (LDR: low dose rate) comporta l'impianto di sorgenti che emettono radiazioni a una velocità fino a 2 Gy·h−1.[23] La brachiterapia LDR è comunemente usata per i tumori della cavità orale,[24] dell'orofaringe,[24] sarcomi[25] e il cancro alla prostata.[2][26]
- La brachiterapia a medio dosaggio (MDR: medium dose rate) è caratterizzata da un tasso medio di emissione della dose, compreso tra i 2 Gy·h−1 e i 12 Gy·h−1.[23]
- La brachiterapia ad alto dosaggio (HDR: high density rate) è quando il tasso di emissione della dose supera i 12 Gy·h−1.[23] Le applicazioni più comuni della brachiterapia HDR sono nelle neoplasie della cervice uterina,[1] nel tumore dell'esofago,[27] polmoni,[28] mammella[3] e della prostata.[2] La maggior parte dei trattamenti HDR vengono eseguiti a livello ambulatoriale, ma ciò dipende dal sito di trattamento.[29]
- La brachiterapia a dosaggio di pulsazioni (PDR: pulsed-dose rate) comporta brevi impulsi di radiazione, solitamente uno ogni ora, per simulare il tasso globale e l'efficacia del trattamento LDR. Siti tumorali tipici trattati con la brachiterapia PDR sono quelli ginecologici[1] e i tumori del capo e collo.[24]

### Durata dell'emissione della dose
Il posizionamento delle sorgenti di radiazioni nella zona di destinazione può essere temporanea o permanente.
- La brachiterapia temporanea comporta il posizionamento di sorgenti di radiazioni per una durata fissa (solitamente per alcuni minuti o ore) prima che le sorgenti siano estratte.[5] La durata del trattamento specifico dipenderà da molti fattori diversi, tra cui il tasso di emissione della dose voluto e il tipo, le dimensioni e la localizzazione del tumore. Nella brachiterapia LDR e PDR, la sorgente generalmente rimane attiva fino a 24 ore, prima di essere ritirata, mentre nella brachiterapia HDR questo tempo ammonta in genere a pochi minuti.[30]
- La brachiterapia permanente, nota anche come "impianto di semi", prevede il posizionamento di piccoli semi LDR radioattivi (delle dimensioni di circa un chicco di riso) nel tumore o nel sito di trattamento e lasciandoli in loco permanentemente fino al loro graduale decadimento. Trascorso un periodo di alcune settimane o mesi, il livello delle radiazioni emesse dalle fonti si ridurrà quasi a zero. I semi inattivi rimarranno quindi nel sito senza alcun effetto ulteriore.[31] La brachiterapia permanente è più comunemente usata per il trattamento del cancro della prostata.[26]

## Applicazioni cliniche

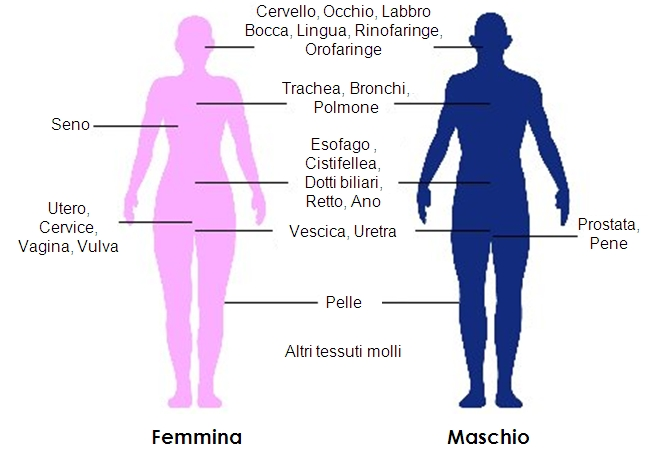
I punti del corpo in cui la brachiterapia può essere usata per trattare il cancro

La brachiterapia è comunemente usata per trattare i tumori della cervice uterina, della prostata, della mammella, e della pelle.
La brachiterapia può essere utilizzata anche nel trattamento dei tumori del cervello, degli occhi, del capo e del collo (labbro, parte inferiore della bocca, lingua, rinofaringe e orofaringe), del tratto respiratorio (trachea e bronchi), del tubo digerente (esofago, cistifellea, dotti biliari, retto, ano), del tratto urinario (vescica, uretra, pene), dell'apparato riproduttivo femminile (utero, vagina, vulva), e dei tessuti molli.
Dato che le fonti di radiazioni possono essere posizionate proprio sul punto di trattamento, la brachiterapia consente che una dose elevata di radiazioni sia applicata su di una piccola area. Inoltre, il posizionamento di tali fonti è insensibile ai movimenti del paziente o degli organi interni, pertanto l'erogazione rimane sempre accuratamente mirata. Ciò consente di raggiungere un livello elevato di conformità della dose garantendo che la totalità della massa tumorale riceva un livello ottimale di radiazioni. Si riduce anche il rischio di danni ai tessuti, agli organi o alle strutture sane circostanti al tumore, aumentando così le possibilità di guarigione e mantenendo le funzionalità d'organo.
L'uso di brachiterapia HDR, inoltre, riduce i tempi di trattamento rispetto a quelli della radioterapia esterna. I pazienti trattati con la brachiterapia devono generalmente effettuare meno visite rispetto alla radioterapia esterna, e in generale i piani di trattamento possono essere completati in meno tempo. Molte procedure di brachiterapia vengono eseguite su base ambulatoriale. Questa comodità può essere particolarmente rilevante per i pazienti lavoratori, per i pazienti più anziani o per chi vive lontano dai centri di trattamento. Ciò si traduce in una maggior adesione ai piani di trattamento.
La brachiterapia può essere utilizzata allo scopo di curare il cancro nel caso di piccoli tumori o quando sono confinati localmente, a condizione che non si siano sviluppate metastasi (diffusione delle cellule cancerose in altre punti del corpo). In casi opportunamente selezionati, la brachiterapia per tumori primari rappresenta spesso un approccio analogo alla chirurgia, ottenendo la stessa probabilità di guarigione e con effetti collaterali simili o talvolta minori. Nei tumori localmente avanzati, la chirurgia non può sistematicamente fornire la migliore opportunità di cura e spesso non è tecnicamente possibile eseguirla. In questi casi la radioterapia, compresa la brachiterapia, offre l'unica possibilità di guarigione. Nelle fasi più avanzate della malattia, la brachiterapia può essere utilizzata come trattamento palliativo per alleviare sintomi di dolore e sanguinamenti.
Nei casi in cui il tumore non sia facilmente raggiungibile o sia troppo grande per garantire una distribuzione ottimale dell'irradiazione, la brachiterapia può essere combinata con altri trattamenti, come ad esempio la radioterapia a fasci esterni e/o l'intervento chirurgico. La combinazione della brachiterapia esclusivamente con la chemioterapia avviene assai di rado.

### Carcinoma della cervice
La brachiterapia è comunemente usata per il trattamento del carcinoma della cervice a uno stadio iniziale o confinato localmente ed è uno standard di cura in molti paesi. Il cancro della cervice può essere trattato con la brachiterapia LDR, PDR o HDR. Usata in combinazione con la radioterapia esterna, la brachiterapia può fornire risultati migliori rispetto alla sola radioterapia esterna. La precisione della brachiterapia consente una dose elevata di radiazioni mirate sulla cervice, riducendo al minimo l'esposizione di organi e tessuti adiacenti.
Le possibilità di restare indenni dalla malattia (sopravvivenza priva di malattia) e di rimanere in vita (sopravvivenza globale) sono simili per trattamenti LDR, PDR e HDR. Tuttavia, un vantaggio fondamentale del trattamento HDR è che ogni dose può essere emessa su base ambulatoriale, con un breve periodo di trattamento, il che rappresenta una maggiore convenienza per molte pazienti.

### Cancro della prostata
La brachiterapia per il trattamento del carcinoma della prostata può essere effettuata con un impianto LDR permanente, con l'utilizzo di semi (iodio o palladio) radioattivi o con tecnica HDR temporanea.
L'impianto permanente di semi è adatto per i pazienti con un tumore localizzato e con prognosi adatta alla metodica e ha dimostrato di essere un trattamento altamente efficace per prevenire recidive di cancro. Il tasso di sopravvivenza è simile a quello riscontrato con la radioterapia esterna o con un intervento chirurgico (prostatectomia radicale), ma con minori effetti collaterali come disfunzione erettile e incontinenza urinaria. La procedura può essere completata in modo rapido e i pazienti sono generalmente in grado di tornare a casa lo stesso giorno del trattamento e di ritornare alle attività normali dopo 1 o 2 giorni. L'impianto permanente dei semi è spesso una scelta meno invasiva rispetto alla rimozione chirurgica della prostata.
La brachiterapia temporanea HDR è un approccio nuovo al trattamento del cancro della prostata, ma attualmente è meno comune rispetto all'impianto di semi. Esso è prevalentemente utilizzato per fornire un dose supplementare in aggiunta alla radioterapia esterna (nota come boost terapia), in quanto offre un metodo alternativo per fornire un dose elevata di radiazioni che si adatti alla forma del tumore all'interno della ghiandola prostatica, risparmiando l'esposizione alle radiazioni ionizzanti dei tessuti circostanti. La brachiterapia HDR intesa come ‘boost’ per il cancro alla prostata significa anche che il trattamento di radioterapia esterna può essere più breve rispetto alla sola radioterapia esterna.
Questo trattamento si può effettuare su carcinomi prostatici localizzati di basso grado e stadio (con PSA < a 10 ng/ml, e gleason score < 3+4=7) con peso prostatico < di 50 g e senza sintomi ostruttivi.

### Cancro della mammella
La radioterapia è lo standard di cura per le donne che hanno subito interventi chirurgici lumpectomy o di mastectomia, ed è una componente integrante della terapia di conservazione della mammella. La brachiterapia può essere utilizzata dopo l'intervento chirurgico, prima della chemioterapia o come palliativo in caso di malattia avanzata. La brachiterapia per il trattamento del cancro della mammella è di solito eseguita con la brachiterapia temporanea HDR. Dopo l'intervento, la brachiterapia al seno può essere utilizzata come ‘boost’ a seguito dell'irradiazione dell'intera mammella utilizzando la radioterapia esterna. Più recentemente, la brachiterapia da sola viene applicata in una tecnica chiamata irradiazione accelerata della mammella parziale (APBI: accelerated partial breast irradiation), che comporta l'emissione di radiazioni solo nelle immediate vicinanze del tumore originale.
Il principale vantaggio della brachiterapia della mammella rispetto alla radioterapia esterna è che una dose elevata di radiazioni può essere applicata con precisione al tumore risparmiando le radiazioni ai tessuti sani del seno e alle strutture sottostanti come costole e polmoni. L'APBI può in genere essere completata nel corso di una settimana. La possibilità di brachiterapia può essere particolarmente importante per assicurare che le donne che lavorano, gli anziani o le donne prive di facile accesso a un centro di trattamento, siano in grado di beneficiare della terapia di conservazione della mammella a causa del breve corso del trattamento rispetto con radioterapia esterna (che spesso richiede più visite nel corso di 1-2 mesi). La brachiterapia ha dimostrato un eccellente controllo locale del tumore al seno al momento del follow-up fino a 6 anni dopo il trattamento.
Con la brachiterapia per il seno, i radioterapisti mettono dei tubi di plastica flessibili chiamati cateteri o un palloncino nel petto. Due volte al giorno per un numero di giorni determinato, i cateteri o il palloncino saranno collegati a una macchina per la brachiterapia, chiamata anche ‘afterloader’ ad alto tasso di dose per fornire la radiazione in modo sicuro ed efficace al sito della nodulectomia mammaria sotto la guida del computer. La radiazione è emessa in sede solo per alcuni minuti alla volta. Alla fine di tutto il trattamento, il catetere o il palloncino viene rimosso. Questo trattamento è ancora in fase di studio per vedere se è altrettanto efficace come da tre a otto settimane di radioterapia esterna.

### Cancro della pelle
La brachiterapia HDR per il cancro della pelle non melanomatoso, come il carcinoma basocellulare e il carcinoma a cellule squamose, fornisce un'opzione di trattamento alternativa alla chirurgia. Questo è particolarmente rilevante per i tumori al naso, alle orecchie, alle palpebre o alle labbra, dove la chirurgia può causare deformazione o richiedere una vasta ricostruzione di chirurgia plastica. Vari applicatori possono essere utilizzati al fine di garantire uno stretto contatto tra la sorgente di radiazione e la pelle. Essi sono in grado di conformarsi alla curvatura della cute e permettono di garantire precisione nell'emissione della dose ottimale di irradiazione.
La brachiterapia per il cancro della pelle fornisce buoni risultati estetici e di efficacia clinica; studi compiuti sull'arco di 5 anni di follow-up hanno dimostrato che la brachiterapia è altamente efficace in termini di controllo locale ed è paragonabile alla radioterapia esterna. I tempi del trattamento sono in genere brevi, e ciò rappresenta una convenienza per i pazienti. È stato suggerito che la brachiterapia può diventare uno standard di trattamento per il cancro della pelle nel futuro prossimo.

### Altre applicazioni
La brachiterapia può essere utilizzata nel trattamento della restenosi coronarica in-stent, in cui un catetere è posta all'interno dei vasi sanguigni, attraverso i quali le fonti vengono inserite e rimosse. La terapia è stato anche studiata per l'uso nel trattamento della stenosi dei vasi periferici e presa in considerazione per il trattamento della fibrillazione atriale.

## Effetti collaterali
La probabilità e la natura dei potenziali effetti collaterali sub acuti, acuti o a lungo termine associati alla brachiterapia dipendono dalla posizione del tumore trattato e dal tipo di brachiterapia in uso.

### Acuti
Effetti collaterali acuti associati alla brachiterapia includono ecchimosi localizzate, gonfiore, sanguinamento e disagio nella zona trattata. Questi sintomi di solito si risolvono entro pochi giorni in seguito al completamento del trattamento. I pazienti possono anche sentirsi affaticati per un periodo breve.
La brachiterapia per il trattamento del cancro del collo dell'utero o della prostata può provocare acuti e transitori sintomi urinari come la ritenzione urinaria, l'incontinenza urinaria o la disuria (minzione dolorosa). Si può anche verificare un aumento transitorio della frequenza intestinale, diarrea, stitichezza o sanguinamento rettale. Gli effetti collaterali acuti e subacuti di solito si risolvono nel giro di pochi giorni o poche settimane. Nel caso di brachiterapia permanente (con l'utilizzo di semi) per il carcinoma prostatico, c'è una piccola probabilità che alcuni semi possano migrare fuori della regione di trattamento nella vescica o dell'uretra e poi passare nelle urine.
La brachiterapia per il cancro della pelle può causare desquamazione intorno alla zona di trattamento nelle settimane che seguono la terapia; ciò guarisce in genere in 5-8 settimane. Se il tumore è situato sul labbro, una ulcerazione può verificarsi a seguito della brachiterapia, ma solitamente si risolve dopo 4-6 settimane.
La maggior parte degli effetti acuti indesiderati possono essere trattati con farmaci o attraverso cambiamenti nella dieta, e di solito scompaiono nel corso del tempo (in genere una questione di settimane), una volta completato il trattamento. Gli effetti collaterali acuti della brachiterapia HDR sono sostanzialmente simili a quelli della radioterapia a fasci eterni.

### A lungo termine
In un ridotto numero di persone, la brachiterapia può provocare effetti collaterali a lungo termine a causa di danni o alterazioni di tessuti o di organi adiacenti. Effetti indesiderati a lungo termine sono generalmente di intensità lieve o moderata. Per esempio, problemi urinari e digestivi possono persistere a seguito della brachiterapia per il cancro del collo dell'utero o della prostata.
La brachiterapia per il carcinoma della prostata può causare disfunzione erettile in circa il 15-30% dei pazienti. Tuttavia, il rischio che ciò si verifichi è legato all'età (gli uomini più anziani sono a rischio maggiore rispetto agli uomini più giovani) e al livello della funzionalità erettile prima dell'intervento. Nei pazienti che accusano disfunzione erettile, nella maggior parte dei casi possono essere trattati con successo grazie a farmaci come il sildenafil. È importante sottolineare che il rischio di disfunzione erettile dopo la brachiterapia è inferiore rispetto alla prostatectomia radicale.
La brachiterapia per il tumore della mammella o alla pelle può provocare la formazione di tessuto cicatriziale intorno alla zona del trattamento. Nel caso della brachiterapia per il trattamento del tumore della mammella, una necrosi grassa può verificarsi come conseguenza della liberazione di acidi grassi che penetrano nei tessuti del seno; ciò può causare edema diffuso alla mammella. La necrosi grassa è una condizione benigna e si verifica in genere 4-12 mesi dopo il trattamento e si presenta in circa il 2% delle pazienti.

## Sicurezza di terze persone
Spesso i pazienti si informano se devono osservare misure di sicurezza particolari nei loro contatti con famigliari e gli amici dopo la brachiterapia. Se è utilizzata la brachiterapia temporanea, le sorgenti radioattive non restano nel corpo dopo il trattamento, pertanto non esiste questo rischio.
Se è utilizzata la brachiterapia permanente, le fonti di basse dosi radioattive (semi) rimangono nel corpo dopo il trattamento; tuttavia i livelli di radiazione sono molto bassi e diminuiscono nel tempo. Inoltre, l'irradiazione interessa solo i tessuti all'interno di pochi millimetri di sorgenti radioattive (cioè il tumore in trattamento). Come precauzione, alle persone sottoposte alla brachiterapia permanente può essere consigliato di non tenere in braccio i bambini piccoli o di stare troppo vicino alle donne in gravidanza, questo per un breve periodo dopo l'operazione. Oncologi radiologi o infermieri sono in grado di fornire istruzioni specifiche ai pazienti su tutti gli aspetti legati alla sicurezza.

## Procedura

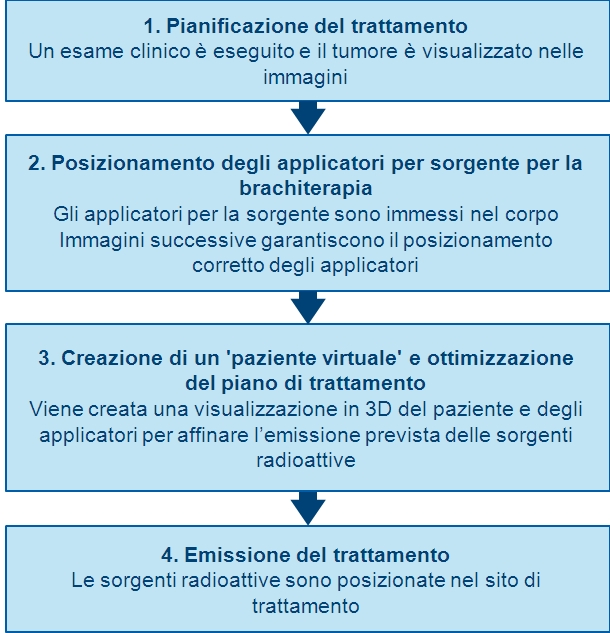
Le fasi tipiche di una procedura di brachiterapia

### Pianificazione iniziale
Per pianificare con precisione la procedura di brachiterapia, viene inizialmente eseguito un esame clinico approfondito per comprendere le caratteristiche del tumore. Inoltre, una vasta scelta di tecniche di imaging biomedico possono essere utilizzate per visualizzare la forma e le dimensioni del tumore e la sua relazione ai tessuti e agli organi circostanti. Queste tecniche includono la radiografia a raggi X, l'ecografia, la tomografia assiale computerizzata (TAC), la risonanza magnetica (MRI) e la tomografia a emissione di positroni (PET). I dati ottenuti possono essere utilizzati per creare una visualizzazione 3D del tumore e dei tessuti adiacenti.
Grazie a queste informazioni, si può sviluppare un piano ottimale della distribuzione delle sorgenti di radiazione. Tale piano fornisce la corretta collocazione degli applicatori che verranno utilizzati per portare le sorgenti al sito di trattamento. Gli applicatori non sono radioattivi e sono in genere aghi o cateteri di plastica. Il tipo specifico di applicatore usato dipende dal tipo di tumore da trattare.
Questa pianificazione iniziale, contribuisce a garantire che i 'punti freddi' (troppo poca irradiazione) e i 'punti caldi' (troppa irradiazione) vengano evitati durante il trattamento, in quanto questi possono provocare, rispettivamente, il fallimento del trattamento ed effetti collaterali.

### Inserimento e visualizzazione dell'applicatore (o degli applicatori)
Prima che le sorgenti radioattive possono essere immesse nella sede del tumore, gli applicatori vanno inseriti e correttamente posizionati secondo la pianificazione iniziale. Tecniche di imaging, come i raggi X, gli ultrasuoni e la fluoroscopia sono tipicamente utilizzate per aiutare il posizionamento corretto degli applicatori e perfezionare il piano di trattamento. Si possono anche utilizzare immagini ottenute tramite TAC e risonanza magnetica.
Una volta inseriti gli applicatori, sono mantenuti in loco contro la pelle tramite suture o nastro adesivo per impedirne il movimento. Quando gli applicatori hanno raggiunto la posizione corretta, si possono eseguire ulteriori controlli per poi procedere alla pianificazione del trattamento.

### Creazione di un paziente virtuale

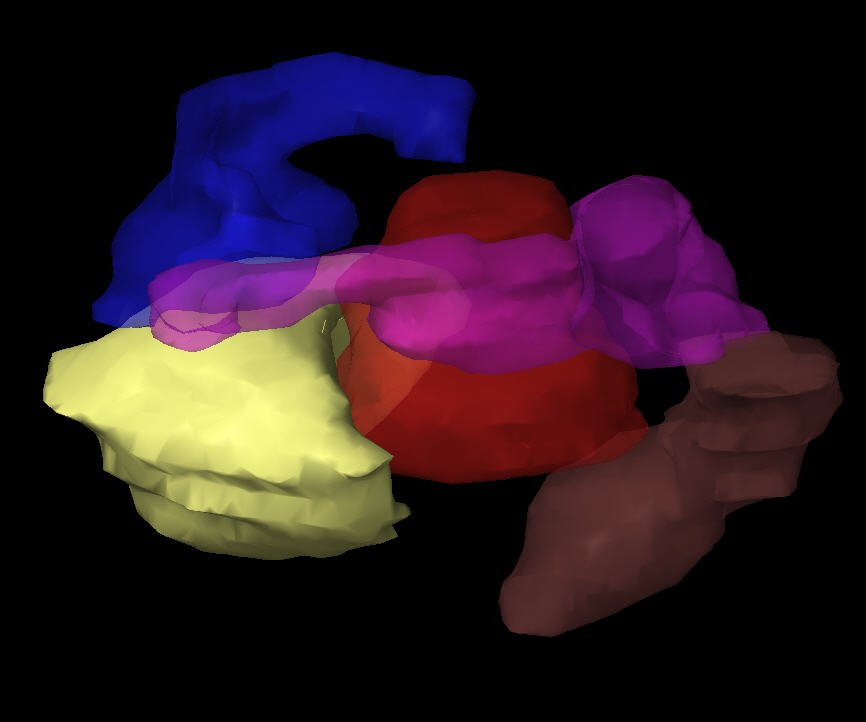
Creazione di un ‘paziente virtuale’ per pianificare l’emissione del trattamento.

Le immagini del paziente con gli applicatori sono importate in un software di pianificazione del trattamento e il malato viene portato in una stanza schermata e dedicata al trattamento. Il software permette alle immagini multiple in 2D del sito di trattamento di essere trasformate in un ‘paziente virtuale’ in 3D, all'interno del quale la posizione degli applicatori può essere definita. Le relazioni spaziali tra gli applicatori, il sito di trattamento e i tessuti sani circostanti all'interno di questo 'paziente virtuale' sono una copia delle relazioni nel paziente vero.

### Ottimizzazione del piano di irradiazione

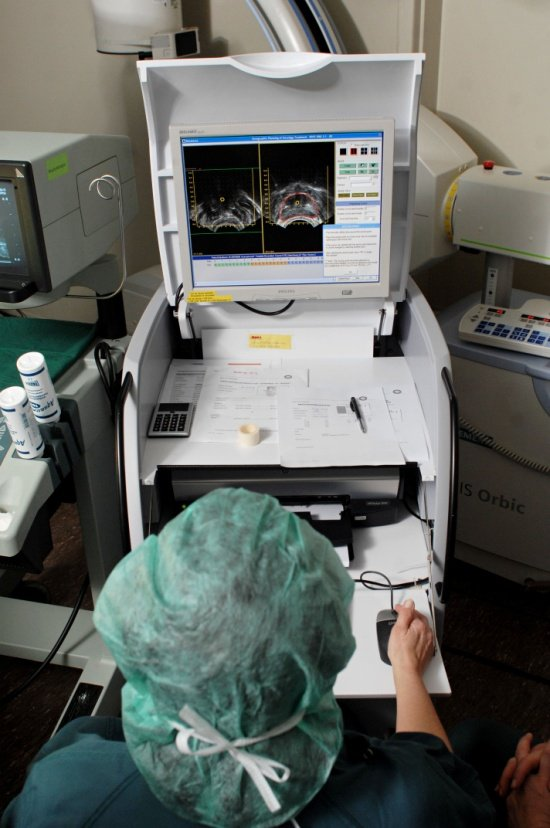
Perfezionamento del piano di trattamento durante la procedura di brachiterapia.

Per identificare l'ottimale distribuzione spaziale e temporale delle sorgenti di radiazioni negli applicatori dei tessuti o delle cavità, il software di pianificazione permette di inserire sorgenti di radiazioni virtuali nel paziente virtuale. Il software mostra così una rappresentazione grafica della distribuzione della radiazione. Ciò serve come guida al team di brachiterapia per rifinire la distribuzione delle sorgenti e fornire un piano di trattamento perfettamente modellato con l'anatomia del paziente; tutto ciò prima che cominci l'emissione effettiva della irradiazione.

### Emissione del trattamento
Le fonti di radiazioni utilizzate per la brachiterapia sono sempre racchiuse all'interno di una capsula non-radioattiva. Le fonti possono essere inserite manualmente, ma più comunemente tramite una tecnica chiamata afterloading. L'inserimento manuale è limitato a poche applicazioni LDR, a causa del rischio di esposizione alle radiazioni per il personale sanitario.
Al contrario, l'afterloading prevede il posizionamento preciso di applicatori non-radioattivi nel sito di trattamento, che sono poi caricati con le sorgenti di radiazioni. Nell'afterloading manuale, la fonte è immessa nell'applicatore da parte dell'operatore.
Sistemi di afterloading a distanza consentono una protezione dalle radiazioni per gli operatori sanitari, tenendo in sicurezza la sorgente di radiazione in una cassetta schermata. Una volta che gli applicatori sono posizionati correttamente nel paziente, essi sono collegati a una 'macchina afterloader' (contenente le sorgenti radioattive) attraverso una serie di tubi guida di collegamento. Il piano di trattamento è inviato all'afterloader, che poi controlla l'emissione delle sorgenti, lungo i tubi verso le posizioni pre-impostate. Questo processo comincia quando il personale lascia la camera di trattamento. Le sorgenti restano attive un periodo di tempo pre-determinato, sempre secondo il piano di trattamento, Periodo dopo il quale esse sono ritirate attraverso i tubi verso l'afterloader.
Al termine dell'emissione delle sorgenti radioattive, gli applicatori sono accuratamente rimossi dal corpo. I pazienti in genere recuperano rapidamente dalla procedura, così che la terapia può essere spesso eseguita su base ambulatoriale.

## Sorgenti radioattive
Sorgenti di radiazioni comunemente utilizzate (radionuclidi) per la brachiterapia
| Radionuclidi         | Tipo         | Tempo di dimezzamento | Energie              |
| -------------------- | ------------ | --------------------- | -------------------- |
| Cesio-137 (137Cs)    | raggi-γ      | 30,17 anni            | 0,662 MeV            |
| Cobalto-60 (60Co)    | raggi-γ      | 5,26 anni             | 1,17 e 1,33 MeV      |
| Iridio-192 (192Ir)   | raggi-γ      | 74,0 giorni           | 0,38 MeV (media)     |
| Iodio-125 (125I)     | raggi-γ      | 59,6 giorni           | 27,0 35,5 e 31,0 keV |
| Palladio-103 (103Pd) | raggi-γ      | 17,0 giorni           | 21 keV (media)       |
| Rutenio-106 (106Ru)  | particelle-β | 1,02 anni             | 3,54 MeV             |
| 1. 2.                |              |                       |                      |

## Brachiterapia elettronica
La brachiterapia elettronica comporta il posizionamento delle fonti di tubi di raggi x in miniatura a bassa energia in un applicatore pre-posizionato all'interno del corpo/cavità del tumore al fine di emettere velocemente dosi elevate ai tessuti obbiettivo, mantenendo al contempo dosi basse ai tessuti distanti non-obbiettivo.